# شرق اهوادا
شرق اهوادا (به لاتین: Ahoada East) یک سکونتگاه مسکونی در نیجریه است که در ایالت ریورز واقع شده‌است.